# Mezquita de Chingueti
La mezquita de Chinguetti es un antiguo centro de culto creado por los fundadores de la ciudad oasis de Chingueti en la región de Adrar, Mauritania, en algún momento entre los siglos XIII y XIV. 
El minarete de la antigua estructura se supone que es el segundo más antiguo en uso continuo en cualquier parte del mundo musulmán. 
La estructura cuenta con una sala de oración con cuatro pasillos, así como una doble puerta simbólica, o mihrab, que apunta hacia La Meca y un patio abierto. Entre sus características distintivas se encuentran la división de mampostería de piedra, el minarete de torre cuadrada, sin adornos, conforme a las estrictas creencias del islam malekita. La mezquita y su minarete son popularmente considerados el símbolo nacional de la República Islámica de Mauritania. 
En la década de 1970 la mezquita se restauró a cargo de la Unesco. Amenazada por el desierto, en 1996, junto con las antiguas ciudades fortificadas de antiguos ksurs de Uadane, Tichit y Ualata, Chingueti y su mezquita fueron elegidas como Patrimonio de la Humanidad.